# Anglicaanse Kerk van Australië
De Anglicaanse Kerk van Australië (Engels:Anglican Church of Australia) is het op een na grootste kerkgenootschap in Australië, na de Katholieke Kerk. De kerk is een van de 38 provincies van de Anglicaanse Gemeenschap.

## Geschiedenis

### 18e eeuw
De geschiedenis van de Anglicaanse Kerk van Australië hangt nauw samen met de Britse kolonisatie van Australië. Toen in 1787 de Eerste Vloot naar New South Wales werd gestuurd, werd Richard Johnson aangewezen als de kapelaan van zowel de Vloot als van de te stichten plaats.

### 19e eeuw
In 1825 werd de eerste aartsdiaken aangesteld, die viel onder de bisschop van Calcutta. Met William Broughton zou in 1836 de eerste en enige bisschop van Australië worden ingewijd. Rooms-katholieke veroordeelden werden in de eerste drie decennia gedwongen naar anglicaanse kerkdiensten te gaan; hun kinderen werden door de autoriteiten opgevoed als anglicaan, wat ook gold voor weeskinderen. Pogingen om de Aborigines te bekeren waren niet erg succesvol, mede doordat de Britten land afpakten van de Aborigines.
Vanaf 1836 zou de Anglicaanse Kerk niet langer de bevoordeelde kerk zijn in Australië. Voortaan waren rooms-katholieken en presbyterianen (en later ook methodisten) gelijk aan anglicanen. In 1842 werd het bisdom Tasmanië gecreëerd. Vijf jaar later werd Australië (exclusief Tasmanië) opgedeeld in vier bisdommen. In de tachtig jaar die zouden volgen zou het aantal bisdommen toenemen tot vijfentwintig.

### 20e eeuw
Op 1 januari 1962 werd de Anglicaanse Kerk van Australië zelfstandig. Die naam had ze niet gelijk: tot 1981 was de naam van de kerk Church of England of Australia.  Vier jaar na die naamsverandering werd het voor vrouwen mogelijk om diaken te worden. In 1992 werd ook het priesterschap opengesteld voor vrouwen.
Tot 1986 bleef de Anglicaanse Kerk de grootste kerk van Australië. Al sinds de Tweede Wereldoorlog was de aanwezigheid van het Rooms-katholicisme gegroeid, onder andere door immigratie uit andere landen, om dus uiteindelijk groter te worden dan de Anglicaanse Kerk.

### 21e eeuw
In 2013 werd met Sarah Macneil de eerste vrouwelijke bisschop van de Anglicaanse Kerk van Australië een feit.
Nog altijd is de kerk veel verantwoordelijk voor onderwijs- en welzijnsinstellingen in Australië. Ze zorgt voor geestelijken voor de Australian Defence Force, ziekenhuizen, scholen, nijverheid en gevangenissen. Belangrijke geestelijken hebben nog altijd een stem in het nationale debat.
In de 21e eeuw kwam de kerk onder vuur te liggen door seksueel misbruik door onder andere geestelijken uit de kerk.

## Structuur
De Anglicaanse Kerk van Australië bestaat tegenwoordig uit 23 bisdommen (exclusief Tasmanië), verdeeld over vijf kerkprovincies. De primaat van de kerk wordt gekozen uit de zittende bisschoppen. De kerkprovincies zijn:
- Provincie Victoria
- Provincie Zuid-Australië
- Provincie New South Wales
- Provincie Queensland
- Provincie West-Australië

## Leden
Waar in 1921 nog 43,7% van de inwoners van Australië anglicaan was, was dat in 2011 gedaald tot 17,1% van de populatie, wat neerkomt op 3.679.907 leden.